# Норберт Маєр
Норберт Маєр (нім. Norbert Meier, нар. 20 вересня 1958, Райнбек) — німецький футболіст, що грав на позиції півзахисника. По завершенні ігрової кар'єри — тренер. З 2019 року очолює тренерський штаб команди «Юрдінген 05».

## Клубна кар'єра
У дорослому футболі дебютував 1980 року виступами за команду клубу «Вердер», в якій провів десять сезонів, взявши участь у 242 матчах чемпіонату. Більшість часу, проведеного у складі «Вердера», був основним гравцем команди. За цей час у 1988 році виборов з командою титул чемпіона Німеччини та став володарем Суперкубка Німеччини. Крім цього двічі, у 1989 та 1990 роках, клуб грав у фіналі Кубка Німеччини, але так жодного разу і не виграв його.
Завершив професійну ігрову кар'єру у клубі «Боруссія» (Менхенгладбах), за який виступав протягом 1990—1992 років, зігравши у останньому сезоні в останньому для себе фіналі національного кубка, але і цього разу клуб Маєра зазнав поразки у вирішальному матчі.

## Виступи за збірну
13 жовтня 1980 року дебютував в офіційних іграх у складі національної збірної Німеччини в товариському матчі з Англією (2:1). 7 червня 1983 року в грі проти Югославії (4:2) Маєр забив свої два перших і єдиних голів у збірній.
У складі збірної був учасником чемпіонату Європи 1984 року у Франції, де зіграв у матчах з Румунією (2:1) та Іспанією (0:1), але його команда не вийшла з групи.
Всього протягом кар'єри у національній команді, яка тривала 11 років, провів у формі головної команди країни 16 матчів, забивши 2 голи.

## Кар'єра тренера
По завершенні ігрової кар'єри залишився у «Боруссії» (Менхенгладбах) і з 1 липня 1996 року очолював аматорську команду клубу. 1 грудня 1997 року був переведений на посаду головного тренера першої команди, втім команда здобула лише дві перемоги в 11 матчах, через що у квітні покинув посаду і незабаром повернувся до роботи з дублерами, де працював до 2001 року.
1 січня 2003 року став головним тренером «Дуйсбурга», з яким за підсумками сезону 2004/05 вийшов до Бундесліги. Там в грі проти «Кельна» 6 грудня 2005 року на 82 хвилині гравець кельнської команди Альберт Штрайт сперечався з Маєром і тренер «Дуйсбурга» раптово впав. Арбітр Мануель Грефе показав Штрайту червону картку і вилучив його з поля. Пізніше цей епізод багато разів повторювали по телебаченню і з'ясувалося, що Маєр симулював і Штрайт не чіпав його. Через це 8 грудня 2005 року клуб звільнив Норберта Маєра, а 15 грудня 2005 року Німецький футбольний союз дискваліфікував Маєра на 3 місяці. Маєра також було оштрафовано на 12 500 євро.
10 вересня 2006 року став головним тренером «Динамо» (Дрезден) і тренував дрезденський клуб рівно один рік — Норберт був звільнений 24 вересня 2007 року через низькі результати команди.
1 січня 2008 року Маєр став головним тренером «Фортуни» (Дюссельдорф), з якою за підсумками сезону 2008/09 вийшов до Другої Бундесліги, а 2012 року, вперше за 15 років, вивів команду і до елітного німецького дивізіону. Там клуб зайняв передостаннє місце у Бундеслізі сезону 2012/13, після чого покинув команду.
24 лютого 2014 року прийняв пропозицію попрацювати у клубі «Армінія» (Білефельд) із завданням зберегти команді прописку в Другій Бундеслізі. Маєру це не вдалося, втім по завершенні сезону контракт було продовжено і наступного розу, вигравши Третю лігу, Норберт повернувся з командою до другого дивізіону. Залишив білефельдський клуб 10 червня 2016 року задля того аби очолити команду вищого дивізіону «Дармштадт 98», втім після вильоту з Кубка Німеччини від клубу третього дивізіону «Асторія» (Вальдорф) і п'яти поразок поспіль у Бундеслізі, він був звільнений вже 5 грудня того ж 2016 року.
3 січня 2017 року став головним тренером команди Другої Бундесліги «Кайзерслаутерна», зайнявши того сезону підсумкове 13 місце. Втім вже на початку наступного сезону, 20 вересня 2017 року, він був звільнений через день після домашньої поразки від «Ерцгебірге Ауе» (0:2), здобувши лише два очки у перших семи матчах сезону.
3 лютого 2019 року очолив тренерський штаб команди «Юрдінген 05» з Третьої ліги.

## Титули і досягнення
- Чемпіон ФРН (1):

«Вердер»: 1987–88
- Володар Суперкубка ФРН (1):

«Вердер»: 1988